# 潜水艦1号
『潜水艦1号』（せんすいかんいちごう）は、1941年5月23日に公開された日本の映画作品（タイトルロゴは『号1艦水潜』）。

## 概要
日本初の潜水艦映画として海軍省の全面協力を受け、撮影には実際の潜水艦や訓練風景が使用されている。

## あらすじ
かつて「海軍第六潜水艇艇長」として活躍した佐久間の故郷・福井県三方。ここで生まれ育った少年・片桐と日高は学校で潜水艦の歴史について学ぶ。海難事故で殉職した佐久間の墓前で、片桐は「将来、絶対に潜水艦艦長になってやる」、また日高は「なら俺は潜水艦の設計士になる」と誓いを立て、二人はそれぞれの夢に向かって邁進する。月日は経ち、潜水艦の設計士となった日高は最新鋭の「潜水艦1号」を設計する。奇しくもその艦の艤装委員長（進水後は艦長となる）は潜水艦乗りとなった片桐であった。そして完成・進水した「潜水艦1号」に出撃命令が下る。

## スタッフ
- 後援 ： 海軍省
- 指導 ： 海軍省当局、吴海軍人事部、海軍潜水学校
- 原作・脚色 ： 永見隆二
- 監督 ： 伊賀山正徳
- 應援監督 ： 山本弘之
- 撮影 ： 渡辺五郎
- 應援撮影 ： 糸田頼一、内納許、近藤憲昭
- 特殊撮影 ： 横田達之
- 録音 ： 米津次男、平林龍雄
- 美術 ： 進藤誠吾、仲美喜雄
- 照明 ： 中川末次郎、城戸博司、柴田恒吉
- 助監督 ： 西村元男、蕪木淳、小松原力
- 助撮影 ： 村井博、石川信司、中尾利太郎
- 助録音 ： 岩間久政、渡辺利一
- 装置 ： 小山照吉
- 小道具 ： 永川勇吉
- 背景 ： 吉岡憲
- 園芸 ： 坂根音次郎
- 工作 ： 島田二郎
- 衣裳 ： 高坂元治
- 床山 ： 牧野正雄
- 美髪 ： 寒川ヤスエ
- 擬音 ： 小泉進
- 普通写真 ： 松島進
- 音楽 ： 大久保徳二郎
- 編集 ： 福田理三郎

## 出演
- 佐久間艦長、片桐毅 ： 中田弘二
- 日高慎作 ： 井染四郎
- 飯塚徹 ： 伊沢一郎
- 青池先生 ： 見明凡太朗
- 速見潜水隊司令 ： 斎藤柴香
- 慎作の叔父 ： 吉川英蘭
- 岩渕潜水隊司令 ： 大町文夫
- 造船所長 ： 吉井莞象
- 機関設計課長 ： 北竜二
- 造兵課長 ： 押本映治
- 設計課長 ： 上代勇吉
- 吉村船長 ： 菊地良一
- 造船技師 ： 山口健
- 郵便屋 ： 佐々木正時
- 毅の友人 ： 鳴海淨、米倉勇、村田昌彦、長尾敏之助
- 潜水船乗組員 ： 笠井三岐雄、高野二郎、松原輝夫、荒木重夫、若山純、谷川圭二、泉静治、加藤章、土田義雄、朝日昇、池上義夫、山口春夫、杉田博、白川博
- 漁師 ： 大虎福太郎
- 毅の少年時代 ： 片山明彦
- 慎作の少年時代 ： 伊藤哲夫
- 毅の母 ： 小峰千代子
- 慎作の叔母 ： 紅沢葉子
- 速見司令長女伸子 ： 町田博子
- 長男修一 ： 三島鉄男
- 次男英二 ： 高橋四郎
- 次女和子 ： 井上恵美子
- 文惠の少女時代 ： 井上久子
- 速見潜水隊司令夫人 ： 滝花久子
- 飯塚芳枝 ： 風見章子
- 日高文惠 ： 山田耕子

## 主題歌
- 東海林太郎、鬼俊英、テイチク合唱団「潜水艦の歌」（テイチクレコード）